# Liste der Monuments historiques in Tannay-le-Mont-Dieu
Die Liste der Monuments historiques in Tannay-le-Mont-Dieu führt die Monuments historiques in der französischen Gemeinde Tannay-le-Mont-Dieu auf.

## Liste der Immobilien
| Bezeichnung            | Beschreibung | Standort                                        | Kennzeichnung | Schutzstatus   | Datum     | Bild           |
| ---------------------- | --- | ----------------------------------------------- | ------------- | -------------- | --------- | -------------- |
| Kirche St-Martin       | aus dem 15. und 16. Jahrhundert | Tannay, rue Montluçon (Lage)                    | PA00078530    | Classé         | 1972      | weitere Bilder |
| Maison à Bar           | befestigter Bauernhof der Kartause von Mont-Dieu, um 1600 | Le Mont-Dieu, nördlich des Ortes (Lage)         | PA00078466    | Inscrit        | 1926      | weitere Bilder |
| Kartause von Mont-Dieu | Kloster 1132 gegründet, während der Französischen Revolution aufgehoben, Gebäude als Nationalgut versteigert und weitgehend abgebrochen; erhaltene Gebäude aus dem 17. Jahrhundert | Le Mont-Dieu, 1 Chateau de la Chartreuse (Lage) | PA00078465    | Inscrit Classé | 1927 1946 | weitere Bilder |

## Liste der Objekte
| Bezeichnung               | Beschreibung                                    | Standort                               | Kennzeichnung | Schutzstatus | Datum | Bild |
| ------------------------- | ----------------------------------------------- | -------------------------------------- | ------------- | ------------ | ----- | ---- |
| Skulptur Madonna mit Kind | Stein, farbig gefasst, 14. Jahrhundert          | Tannay, in der Kirche St-Martin (Lage) | PM08000554    | Classé       | 1970  |      |
| Zwei Mönchsskulpturen     | Holz, 15. Jahrhundert                           | Tannay, in der Kirche St-Martin (Lage) | PM08000553    | Classé       | 1958  |      |
| Skulptur Heiliger Martine | Stein, farbig gefasst, 17. oder 18. Jahrhundert | Tannay, in der Kirche St-Martin (Lage) | PM08000555    | Classé       | 1970  |      |